# Kaette kita onna hissatsu ken
Kaette kita onna hissatsu ken (帰って来た女必殺拳) è un film del 1975 diretto da Kazuhiko Yamaguchi. Conosciuto anche col titolo inglese Return of the Sister Street Fighter, è il terzo capitolo della saga incentrata sul personaggio di Lee Long.

## Trama
A Lee Long viene chiesto di trovare Shurei, la madre di una giovane ragazza. Lee velocemente trova la donna e porta questa a Shurei in Giappone, dove le è stato promesso lavoro e la fine del suo periodo forzato di prostituzione. Shurei viene ora trattenuta da un uomo chiamato Ryu Mei, che vuole diventare suo marito. Riuscirà a questo punto Shurei a ricongiungersi con sua figlia, con l'aiuto di Lee, oppure è giunta la fine di Lee?

## Produzione
All'epoca si pensava che il film sarebbe risultato un flop poiché ormai si conosceva quasi tutto riguardo al personaggio di Long. Infatti, la storia del film è la più debole della serie e molti avvenimenti riguardano ciò che è successo già in passato. Naturalmente sono incluse anche alcune scene di grande violenza, come ad esempio la tortura di Lee da parte di un gruppo di gangster.
Questo fatto rimarca ciò che poi realmente accadde: Kaette kita onna hissatsu ken è l'ultimo capitolo diretto da Kazukiko Yamaguchi, che passerà poi a dirigere i film della serie Karate Warriors con Sonny Chiba. Il cambiamento, l'ultimo film della serie diretto da Yamaguchi, si nota all'istante: mentre i titoli di testa precedenti erano particolarmente elaborati, questo risulta semplice e quasi sufficiente. Comunque sia, esso risultò tutt'altro che un flop e intrattenne le platee di Hong Kong per un lungo periodo.